# جورجه نیکولیچ
جورجه نیکولیچ (سیریلیک صربی: Ђорђе Николић؛ زادهٔ ۱۳ آوریل ۱۹۹۷) بازیکن فوتبال اهل صربستان است.
از باشگاه‌هایی که در آن بازی کرده‌است می‌توان به باشگاه فوتبال یاگودینا اشاره کرد.
وی همچنین در تیم‌های ملی فوتبال زیر ۲۰ سال صربستان، زیر ۲۱ سال صربستان، و صربستان بازی کرده‌است.